# Золочевский, Виталий Сергеевич
Виталий Сергеевич Золочевский (род. 23 декабря 1986, Москва) — российский государственный и политический деятель, депутат Государственной Думы шестого созыва (2012—2016), с 2020 года работает в качестве судебного юриста частной юридической практики.

## Биография

### Образование
В 2010 году окончил юридический факультет Московского пограничного института ФСБ России, по специальности — юрист.
В 2015 году окончил магистратуру Российской академии народного хозяйства и государственной службы при Президенте России по направлению подготовки «Государственное и муниципальное управление».
Женат. Воспитывает сына (2012) и дочь (2022). Старший лейтенант юстиции.

### Деятельность в ЛДПР
В 2003 году в 16-летнем возрасте вступил в Молодёжный Центр ЛДПР, активно занялся партийной деятельностью.
В 2005 году возглавил Всероссийский молодёжный центр ЛДПР.
В период с 2008 по 2011 годы работал в Аппарате Государственной Думы, в Комитете по делам молодежи и в Секретариате заместителя Председателя Государственной Думы В. В. Жириновского.
С 2011 по 2013 годы возглавлял Владимирское региональное отделение партии.
4 декабря 2011 года был избран депутатом Государственной Думы ФС РФ VI созыва от Владимирской области.
С 2011 по 2013 год — член Комитета Государственной Думы по природным ресурсам, природопользованию и экологии.
С 2013 по 2016 год — член Комитета Государственной Думы по делам общественных объединений и религиозных организаций.
В 2008 и 2018 годах являлся доверенным лицом кандидата на должность Президента России В. В. Жириновского.
В 2022 году после смерти лидера ЛДПР Владимира Жириновского предложил свою кандидатуру на пост Председателя ЛДПР.
В том же году предлагал переименовать московский муниципальный округ «Сокол» в «Сокол Жириновского». Данный вопрос рассматривал местный совет депутатов, но не поддержал инициативу.

### Депутат
В течение всей своей парламентской деятельности в VI созыве Золочевский поднимал вопрос качества пальмового масла, попадающего в пищевую промышленность страны. Так в 2013 году был внесен законопроект о внесении изменений в КоАП и наступления административной ответственности за нарушение изготовителем требований технических регламентов изготовления, хранения, перевозки, переработки продукции. А уже в июле 2014 года Золочевский попытался внести изменения в Уголовный Кодекс и установить уголовную ответственность за «хранение и перевозку пищевой продукции в емкостях, в которых ранее осуществлялись хранение и перевозка опасных грузов», так как выяснил, что пальмовое масло в Россию ввозят в тех же цистернах, в которых регулярно возят нефтепродукты. А 15 октября 2015 года уже внес законодательную инициативу об обязательном и очевидном информировании потребителя о наличии пальмового масло в пищевых продуктах.
10 апреля 2013 года Золочевский внес простой и понятный законопроект имеющий актуальность и по сей день. Он предложил дополнить Закон «О защите прав потребителей» следующим абзацем: «Информационная надпись о сроке годности должна занимать не менее десяти процентов площади упаковки, быть четкой и легко читаемой».
В феврале 2014 года стал соавтором законопроекта о предоставлении права на отсрочку от призыва на службу в армии жителям Дальнего Востока — «проживающим в Республике Саха (Якутия), Камчатском, Приморском и Хабаровском краях, Амурской, Магаданской и Сахалинской областях, Еврейской автономной области, Чукотском автономном округе». Данный законопроект был направлен на популяризацию Дальнего Востока для граждан, по каким-то причинам, не имеющим желания служить в армии.
Также был соавтором законопроекта об освобождение субъектов малого и среднего предпринимательства регионов Дальневосточного федерального округа от уплаты налога на добавленную стоимость товаров (работ, услуг) при осуществлении любых хозяйственных операций, в случае, если они осуществляют инновационную деятельность.
В 2014 году первым с высокой трибуны Государственной Думы выступил с обвинением в адрес Правительства России о бездействии в связи с проблемой фактически легального распространения спайсов (курительных смесей) в России и невозможности эффективных действий со стороны полиции и ФСКН из-за отсутствия понятной и эффективно применимой нормативной базы, регулируемой Правительством РФ.
В марте 2015 года внёс законопроект о внесении изменений в статью 8 Федерального закона «Об основах государственного регулирования торговой деятельности в Российской Федерации», которым предлагал обязать все продуктовые торговые сети продавать «не менее 70 процентов сельскохозяйственной продукции и продуктов её переработки, страной происхождения которых является Российская Федерация». Этим законопроектом автор, прежде всего, хотел добиться скупки сельскохозяйственной продукции местного производства у фермерских хозяйств торговыми сетями.
Во всей своей законодательной работе и многочисленных публичных выступлениях придерживался логики развития и процветания малого и среднего бизнеса, как залога развития страны. Выступал резким критиком любых инициатив против бизнеса, завуалированных под заботу о простом населении. Так в 2016 году Золочевский резко критиковал деятельность Сергея Собянина на посту Мэра Москвы, считая что вся его политика вредит развитию малого и среднего бизнеса, направлена на выживание лишь крупных игроков. Так, например, после массового сноса торговых павильонов по всей Москве, которая была наречена «ночью длинных ковшей» состоялась импровизированная акция у стен Департамента торговли и услуг Москвы.
За период полномочий Виталий Сергеевич Золочевский стал автором и соавтором 61 законопроекта.

### Общественная деятельность
С 2006 года стал одним из основателей Молодёжной общественной палаты России. До выхода из организации по достижении 36-летия возглавлял комиссию по международным делам.
Принимал участие в мероприятиях молодёжного совета ШОС от российской национальной части.
В 2014 году помог родному московскому пограничному институту — в спортивном зале института был построен скалодром.
С 20 марта 2018 года по середину 2020 года возглавлял региональную общественную организацию содействия защите прав граждан «КОМАНДА ЗОЛОЧЕВСКОГО»
В декабре 2018 года при поддержке РОО «КОМАНДА ЗОЛОЧЕВСКОГО» к 100-летию Военной Академии им. М. В. Фрунзе было выпущено юбилейное издание книги «ШКОЛА ПОЛКОВОДЦЕВ» об истории Академии за весь период существования. Наряду с историческими событиями прошлого века в книге описывается новейшая история России и её воинства.
В 2020 году добился обеспечения семьи инвалида Великой Отечественной войны Новокрещенных Ивана Николаевича просторной квартирой, за что был отмечен благодарностью Председателя Комитета Совета Федерации по социальной политике Инной Святенко.
В середине 2023 года запустил авторский проект по развитию юридической грамотности СУДИСАМ.РФ